# Autostrada A20 (Algeria)
L'autostrada A20, chiamata anche raccordo di Bejaia (in francese: Penetrante de Bejaia), è un'autostrada dell'Algeria mirata a collegare la città di Béjaïa all'autostrada A2.

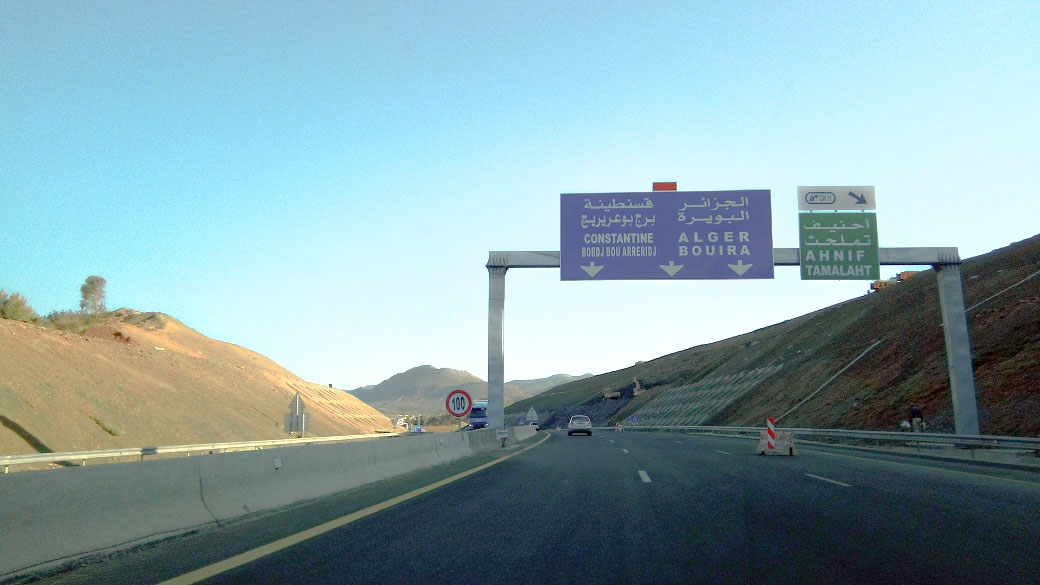

## Tabella percorso

### Tratto in esercizio
| A20 - Raccordo di Béjaïa |                                                                                             |      |      |           |
| Tipo                     | Indicazione                                                                                 | ↓km↓ | ↑km↑ | Provincia |
|                          | A2 Autostrada dell'Est (svincolo 24)                                                        | 0,0  | ..   | Bouira    |
|                          | Barriera in costruzione                                                                     | 0,5  | ..   | Bouira    |
|                          | CW11                                                                                        | 1,0  | ..   | Bouira    |
|                          | Ahnif                                                                                       | 12,1 | ..   | Bouira    |
|                          | Area di servizio in costruzione                                                             | 16,0 | ..   | Béjaïa    |
|                          | Strada locale                                                                               | 28,2 | ..   | Béjaïa    |
|                          | Akbou - Zona industriale                                                                    | 42,5 | ..   | Béjaïa    |
|                          | Area di servizio in costruzione                                                             | 46,4 | ..   | Béjaïa    |
|                          | fine autostrada in esercizio Strada nazionale 74 per Seddouk Strada nazionale 26 per Béjaïa | 53,0 | ..   | Béjaïa    |
|                          | Galleria di Sidi Aich (1.600m) in costruzione                                               | ..   | ..   | Béjaïa    |
|                          | CW21 e Strada nazionale 26 inizio autostrada in esercizio                                   | ..   | ..   | Béjaïa    |
|                          | El Kseur                                                                                    | ..   | ..   | Béjaïa    |
|                          | fine autostrada in esercizio Strada nazionale 75 per Béjaïa                                 | ..   | ..   | Béjaïa    |
|                          | inizio autostrada in costruzione                                                            | ..   | ..   | Béjaïa    |
|                          | fine autostrada in costruzione Béjaïa                                                       | ..   | ..   | Béjaïa    |